# Drang-Drung-Gletscher
Der Drang-Drung-Gletscher befindet sich im Westhimalaya im indischen Unionsterritorium Ladakh.

## Lage
Der Drang-Drung-Gletscher hat eine Länge von 22 km und ist im mittleren Abschnitt 1,5 km breit. Er strömt in nordöstlicher Richtung und fällt von einer Höhe von 5800 m auf 4100 m ab. Am unteren Gletscherende, unweit des Straßenpasses Pensi La, hat sich ein Gletscherrandsee gebildet. Der Gletscher speist den Stod (auch Doda), den linken Quellfluss des Zanskar. Die Gletscherfläche beträgt etwa 60 km². Der Drang-Drung-Gletscher wird von folgenden Bergen eingerahmt: Doda (6573 m), Z3 (6270 m), N9 (6116 m) und Z8 (6050 m).